# Bang Khen
Bang Khen (thailändisch บางเขน, bāːŋ kʰěːn) ist einer der 50 Bezirke (Khet) in Bangkok, der Hauptstadt von Thailand. Bang Khen bildet einen Vorstadt-Bezirk im Norden der Stadt.

## Geographie
Die benachbarten Bezirke sind im Uhrzeigersinn von Norden aus: Sai Mai, Khlong Sam Wa, Khan Na Yao, Bueng Kum, Lat Phrao, Chatuchak, Lak Si und Don Mueang.

## Geschichte
Bang Khen wurde 1897 als ein Amphoe der Provinz Phra Nakhon eingerichtet. 1972 wurden die Provinzen Thon Buri und Phra Nakhon zu einem hauptstädtischen Sonderverwaltungsgebiet Krung Thep Maha Nakhon (Bangkok) zusammengelegt. Die Bezirke wurden von Amphoe in Khet, die Unterbezirke von Tambon in Khwaeng umbenannt. Zu jener Zeit war Bang Khen ein Bezirk mit acht Unterbezirken.
Bang Khen war damals ein sehr großer Bezirk, der jedoch erheblich verkleinert wurde, als 1989 die Bezirke Chatuchak und Don Mueang neu gebildet wurden. Im Jahr 1997 wurde es erneut verkleinert, als im Norden der Bezirk Sai Mai abgetrennt wurde, gleichzeitig bekam Bang Khen jedoch einen Unterbezirk von Lat Phrao zugesprochen.

## Sehenswürdigkeiten
- Wat Phra Sri Mahathat (วัดพระศรีมหาธาตุวรมหาวิหาร) – buddhistisches Kloster (Wat) und Meditations-Tempel
- Lak-Si-Denkmal (anderer Name: „Phithak Ratthathammanun Monument“) – „Denkmal der Verteidigung der Demokratie“, Denkmal für die Gefallenen, die 1933 bei Bekämpfung der Gegenbewegung des Prinzen Boworadet starben.
- Sathira Dhammasathan (เสถียรธรรมสถาน) – buddhistisches Retreat-Zentrum
- Ying Charoen Markt (ตลาดยิ่งเจริญ) oder Saphan Mai Markt (ตลาดสะพานใหม่)
  - Der ursprüngliche Name von Saphan Mai war Saphan Sukoranakhaseni (สะพานสุกรนาคเสนีย์)

## Verkehr
Bang Khen besitzt einen Bahnhof an der nach Norden aus Bangkok herausführenden Eisenbahnstrecke, die dem Verkehr der Nordbahn und der Nordostbahn der Thailändischen Staatsbahn mit den Endzielen Chiang Mai, Nong Khai und Ubon Ratchathani dient.

## Ausbildung
Im Bezirk Bang Khen befindet sich die Rajabhat-Universität Phranakhon.

## Verwaltung
Bang Khen ist in zwei Unterbezirke (Khwaeng) unterteilt:
| Nr. | Name Khwaeng | Thai    | Einw.  |
| --- | ------------ | ------- | ------ |
| 1.  | Anusawari    | อนุสาวรีย์ | 97.821 |
| 2.  | Tha Raeng    | ท่าแร้ง   | 92.723 |